# Luigi XI, re di Francia
Luigi XI, re di Francia (sottotitolato Tragedia dell'anno 1483) è un film muto italiano del 1909 diretto e interpretato da Luigi Maggi.